# Av samma skrot och korn
Av samma skrot och korn, originaltitel Two of a Kind, är en amerikansk TV-serie som spelades 1998-1999. Serien handlar om två systrar (tvillingar) som har förlorat sin mor. 
Nu bor de och fadern ensamma. 
Fadern är professor på en skola. I skolan går en tjej som anställs som barnflicka hemma hos familjen. 
Tvillingarna spelas av Ashley Olsen och Mary-Kate Olsen.